# 米高·杜夫
米高·占士·杜夫（英語：Michael James Duff，1978年1月11日—），北愛爾蘭職業足球員，司職員中堅或右閘。
2004年至2016年杜夫效力伯恩利足球俱樂部達12個球季直至退役，是球隊陣中的老臣子。
2018年9月10日杜夫返回出道母會車頓咸擔任俱樂部主敎練。

## 外部連結
- 足球数据库：米高·杜夫的球员统计数据
- NIFG profile （页面存档备份，存于）